# Esperança Machavela
Esperança Machavela là một luật sư và chính trị gia người Mozambique.
Machavela được Tổng thống Armando Guebuza bổ nhiệm làm Bộ trưởng Tư pháp vào ngày 11 tháng 2 năm 2005, khi Guebuza đặt tên cho chính phủ mới của mình ngay sau khi nhậm chức. Trước khi được bổ nhiệm, cô đã làm việc cho Bộ Ngoại giao và từng làm đại sứ tại Bồ Đào Nha. Cô đã bị cách chức (cùng với bộ trưởng ngoại giao Alcinda Abreu và bộ trưởng giao thông vận tải Antonio Munguambe) vào ngày 10 tháng 3 năm 2008, và đã được Maria Benvida Levy, cựu thẩm phán của Tòa án thành phố Maputo.